# Alódie
Alódie, také známá jako Alwa (řecky Aρουα, Aroua, arabsky علوة, ʿAlwa), bylo středověké núbijské království v dnešním středním a jižním Súdánu. Jeho hlavním městem bylo město Soba, které se nachází poblíž současného Chartúmu na soutoku řek Modrého a Bílého Nilu.

## Historie

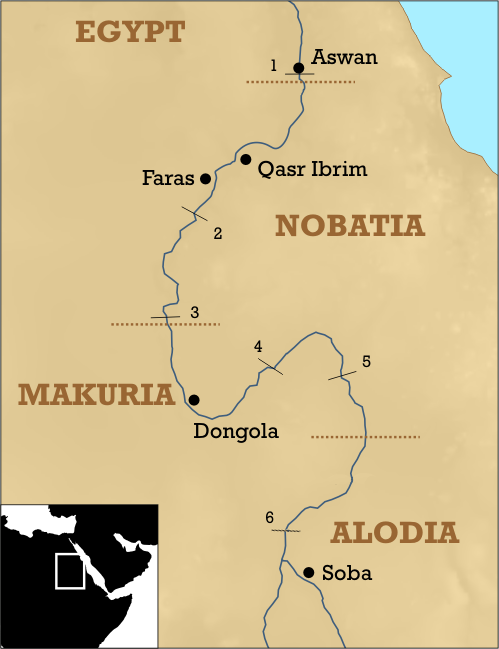
Mapa středověké Núbie s vyznačenými královstvími Nobatie, Makúrie a Alódie

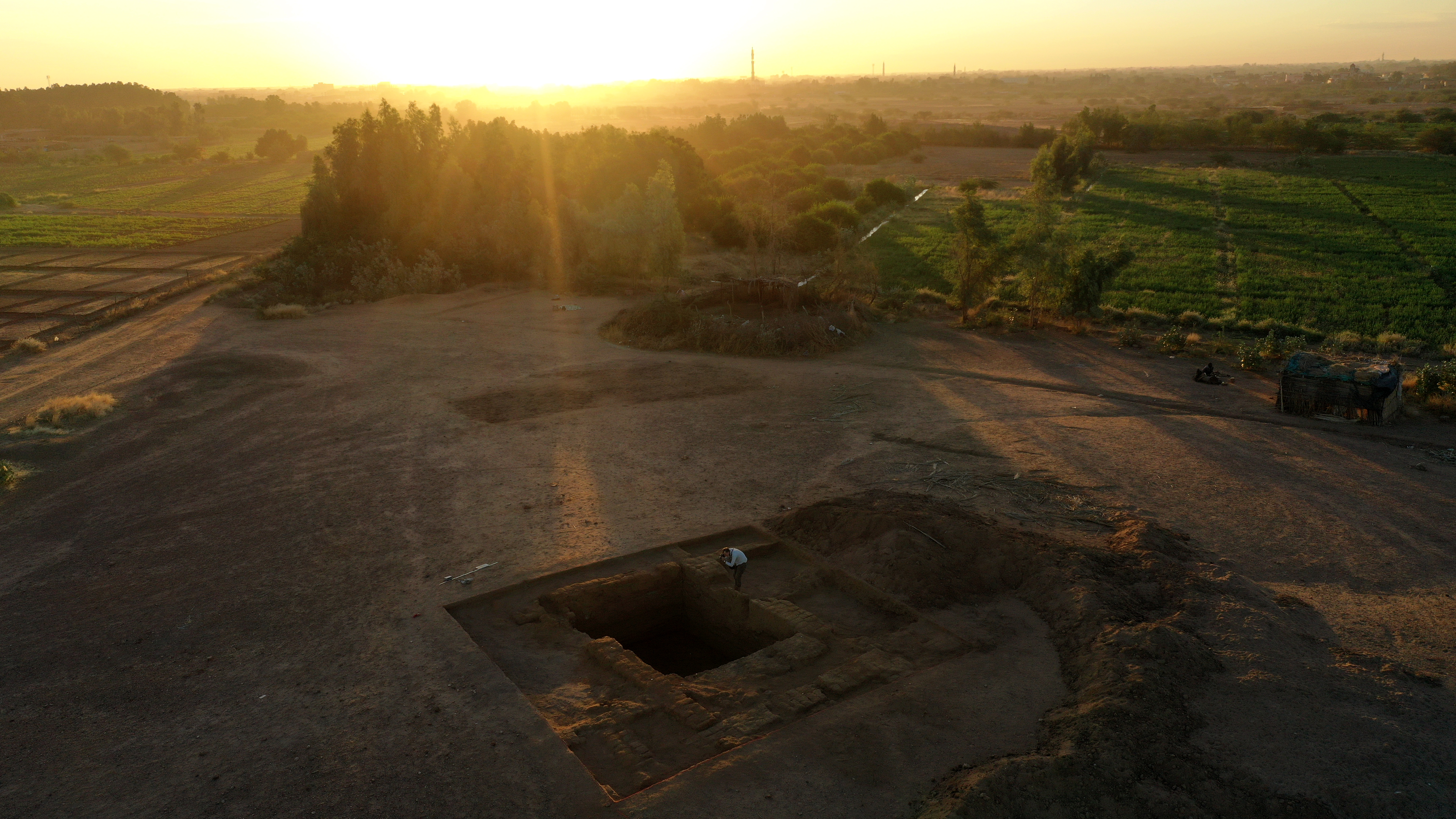
Soba během archeologických vykopávek na konci roku 2019

Království vzniklo někdy ve 4. století n. l. krátce po zániku starověkého království Kuše, první historická zmínka o něm pochází až z roku 569. Po Nobatii a Makúrii byla Alódie také poslední z těchto tří núbijských království, která v roce 580 oficiálně přijala křesťanství (konkrétně koptské vyznání orientované k Alexandrii).
Svého vrcholu Alódie dosáhla patrně v období 9. až 12. století, kdy co do velikosti, vojenské síly a hospodářské prosperity předehnala svého severního souseda Makúrii, s nímž udržovala úzké dynastické vazby. Hlavní město Soba se těšilo pověsti bohatého obchodního střediska plného velkých domů a kostelů plných zlata a zahrad. Veškeré zboží proudící do Alódie pocházelo z Makúrie, Středního východu, západní Afriky, Indie a dokonce i Číny. Gramotnost obyvatel hovořících núbijštinou a řečtinou byla na vysoké úrovni.
Od 12. a zejména 13. století království Alódie postupně upadalo, důvodem mohly být invaze vedenými z jihu, přibývající sucho, ale i změny v obchodních trasách. Ve 14. století mohlo být království jednak zpustošeno morem, jednak sužováno migrací arabských kmenů do údolí horního Nilu. Někdy kolem roku 1500 byla Soba dobyta a zpustošena Fundži nebo Araby, což byla rána znamenající zánik pro celé křesťanské království, přestože některé súdánské ústně tradované pověsti hovoří o tom, že ještě nějakou dobu existovalo v podobě křesťanského království Fazughli na dnešních etiopsko-súdánských hranicích, ale i to nakonec po necelé dvousetleté existenci podlehlo rozpínavosti Sennarského sultanátu vytvořeného Fundži krátce po dobytí a zániku Soby, jež znamenalo začátek procesu islamizace a arabizace této části Núbie.

Vlajka Alódie kolem roku 1350 dle nepříliš spolehlivého Katalánského atlasu